# Rafał Leszczyński (zm. 1501)

Herb Wieniawa

Rafał Leszczyński herbu Wieniawa (zm. 1501) – kasztelan poznański, marszałek nadworny koronny.
Syn Rafała (zm. 1467), kasztelana przemęckiego, i Anny. Brat Kaspra, podkomorzego kaliskiego, Jana (zm. 1492), dziekana warmińskiego i kanonika gnieźnieńskiego, Pawła i Jakuba (zm. 1463). Ożenił się z Małgorzatą Śmigielską. Miał syna Rafała (1470–1560), kasztelana przemęckiego i starostę radziejowskiego.
Tytuł hrabiego otrzymał w 1473 (tytuł Świętego Imperium Rzymskiego). W latach (1483–1490) kasztelan spicymirski. Od 1489 marszałek nadworny koronny.
W latach (1495–1496) kasztelan gnieźnieński, następnie poznański (1501). Pełnił też urząd starosty radziejowskiego, łęczyckiego (1484) i brzeskiego (1494). W 1487 roku zbierał poradlne w ziemi łęczyckiej.
Był świadkiem wydania przywileju piotrkowskiego w 1496 roku.